# Puente de Piedra (Zaragoza)
El puente de Piedra y el Pretil de San Lázaro son un conjunto monumental levantado sobre el río Ebro en la ciudad de Zaragoza (España). En 1401 se iniciaron las obras del actual puente, dirigidas por Gil de Menestral, que concluyeron cuarenta años después. Los pretiles datan del siglo XVIII.

## Historia

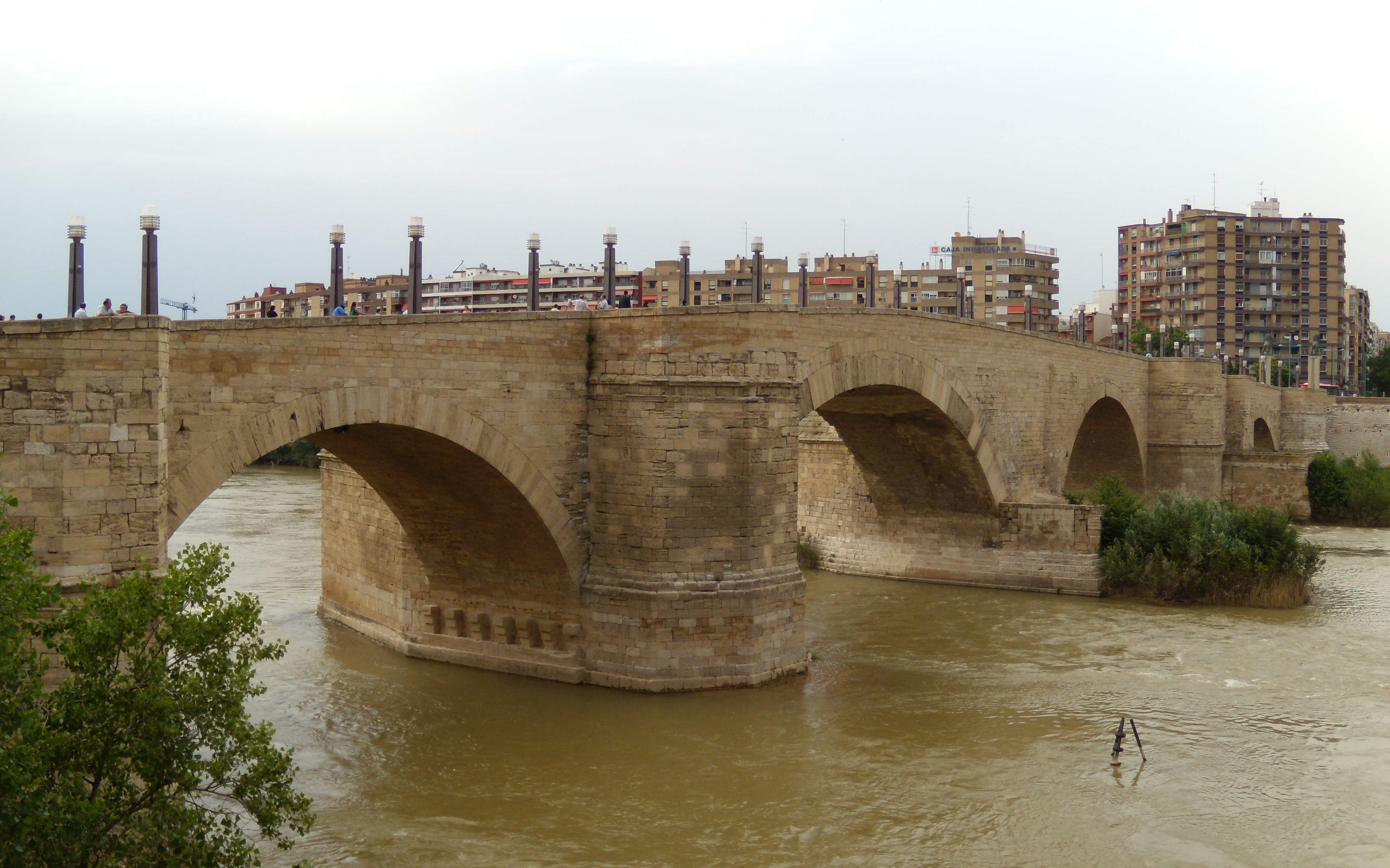
Detalle del puente

Aunque el puente conservado data del siglo XV, ha quedado referencia de que en época romana hubo un puente que fue destruido hacia el año 827-828 y luego reconstruido por Abderramán II en 839. El que se ha conservado de 1440 tiene unos 225 metros de longitud sobre siete arcos (uno de los cuales ha quedado enterrado por el Paseo Echegaray). Con luces que oscilan entre los 14 a los 32 metros, los arcos se apoyan en pilares de desigual ancho, con tajamares para desviar el agua.

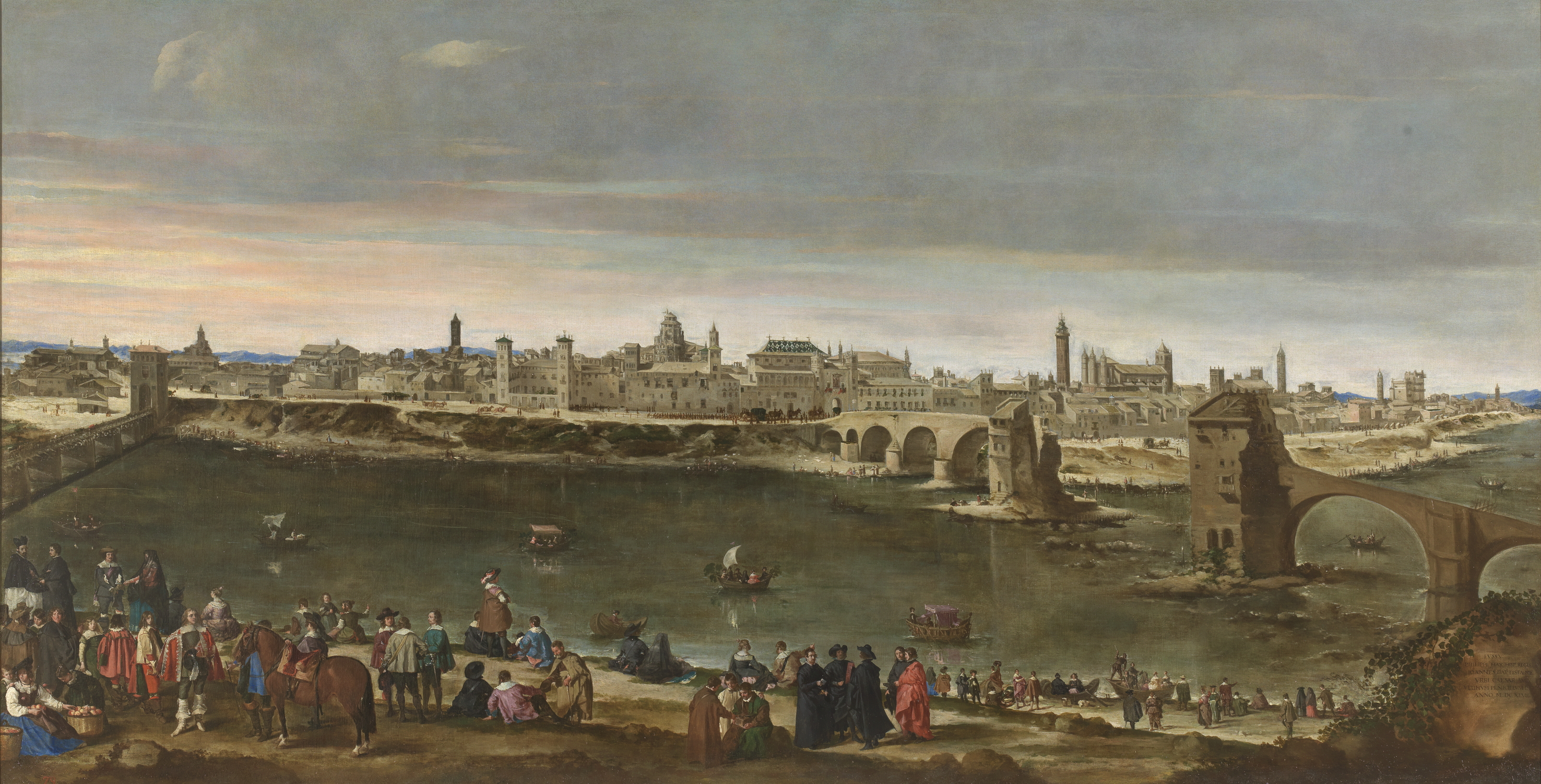
Vista de Zaragoza (1647), por Martínez del Mazo. A la derecha aparece el Puente de Piedra dañado en 1643 por una riada

Una riada en 1643 destruyó dos de las arcadas centrales del puente, circunstancia que se documenta en la Vista de Zaragoza pintada en 1647 por Martínez del Mazo. Era el tramo donde se irguieron dos torrecillas de origen medieval. El puente fue reparado en 1659, incluyendo las dos torres, por Felipe de Busignac, maestro de obras de Zaragoza, que modificó también los tajamares y espolones del puente, ampliándolos. La piedra utilizada para construir el puente fue traída de la cantera que tenía el Papa en el monte de Burrén, entre los pueblos de Fréscano y Bisimbre. En su origen el puente estuvo flanqueado por torres que se demolieron en 1906. 
Fue remodelado en el siglo XX en varias ocasiones; en 1991 se añadieron cuatro leones de bronce, obra del escultor Francisco Rallo Lahoz. Se instalaron luminarias en cuyos postes se colocaron medallones con el perfil de los mismos leones.
Este conjunto monumental, que a nivel nacional supuso un gran avance ya que desde mediados del siglo XV el puente garantizó las comunicaciones del cuadrante noreste peninsular, se ha convertido en uno de los elementos distintivos de la ciudad de Zaragoza. 

### El pretil de San Lázaro

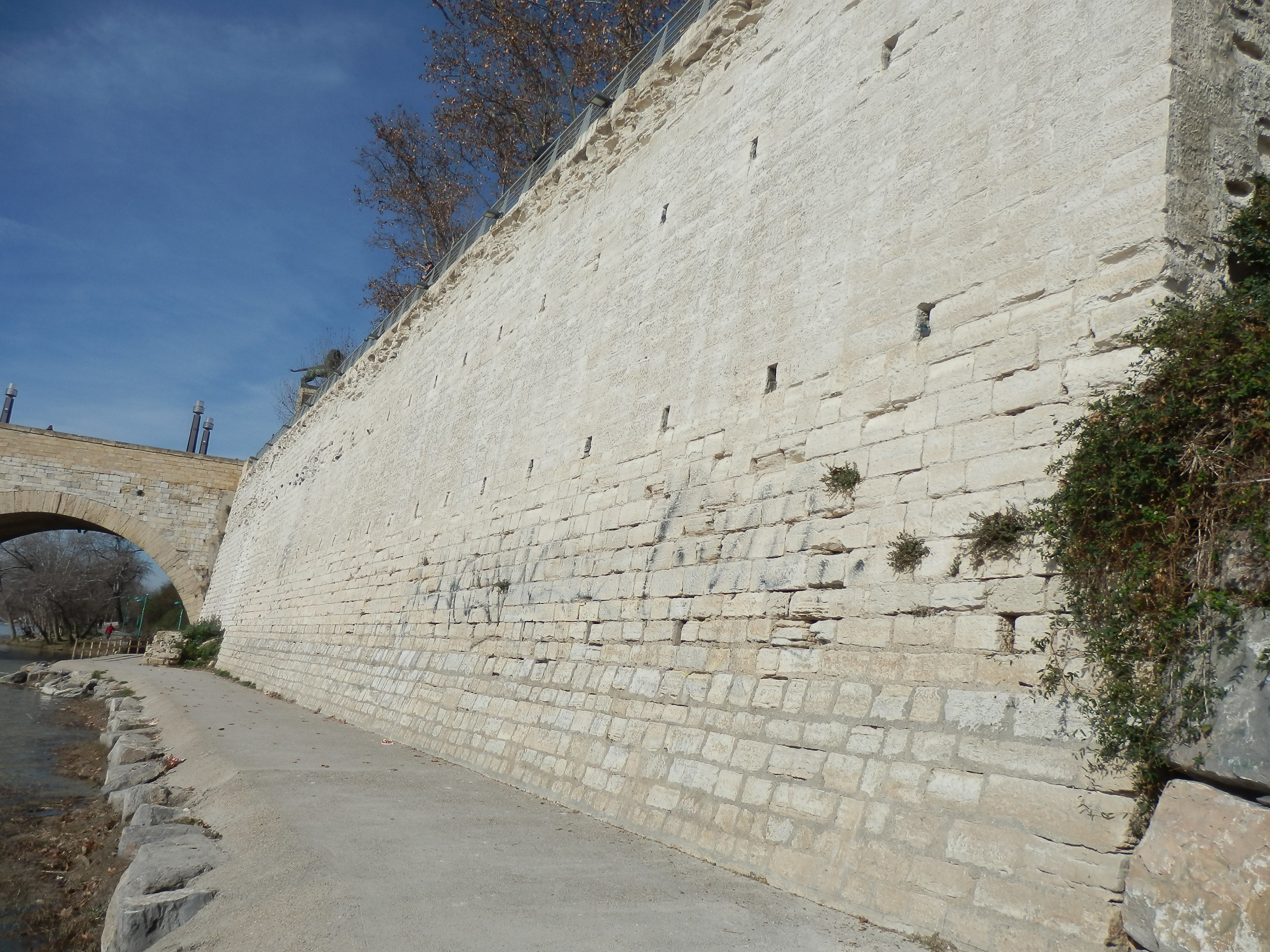
El pretil de San Lázaro es un Bien de Interés Cultural (BIC)

Para prevenir el riesgo de inundaciones de la ciudad en las posibles avenidas del Ebro, a finales del siglo XVIII el arquitecto Agustín Sanz inició la construcción de un muro de contención en la margen izquierda que iría desde el Puente de Piedra hasta el Convento de San Lázaro. Se construyó en seis meses concluyéndose las obras el 24 de diciembre de 1789.
Por su parte, el pretil de sillería de la margen derecha comenzó a construirse en 1777 por los arquitectos Pedro del Mazo y Juan Ortiz de Lastra. Corre desde el Templo del Pilar al Puente de Piedra, cuya última arcada ya permanecía cubierta tal y como demuestra el plano de 1778. Más de medio siglo después, José de Yarza, según real decreto de 1845, dibujó el plano topográfico del sector, en el que se ve que este pretil seguía conservándose, aunque se desconoce su estado actual y su ubicación exacta.

### Cruz de Basilio

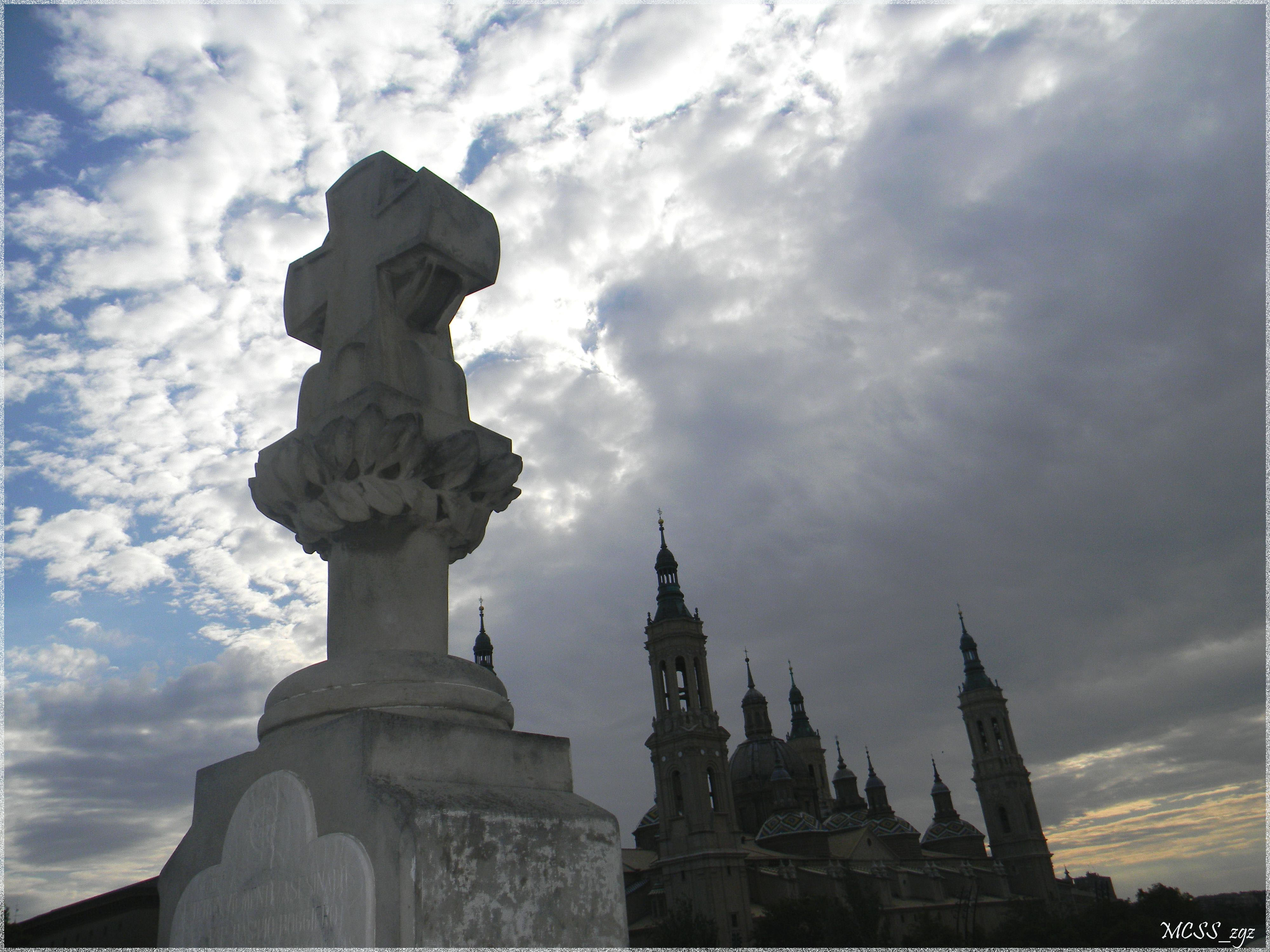
Cruz de Basilio.

Cruz sobre el Puente de Piedra en la que figura la siguiente inscripción:
«Aquí fueron vilmente asesinados el R.P. Basilio Boggiero y el presbítero Santiago Sas. Aquí cayó mortalmente herido el Barón de Warsage. Honor a los héroes y gloria a los mártires. Primer Centenario de los Sitios de 1808 y 1809.».
Construida en piedra y diseñada por el arquitecto Ricardo Magdalena.

### Pairón del Puente de Piedra de Zaragoza

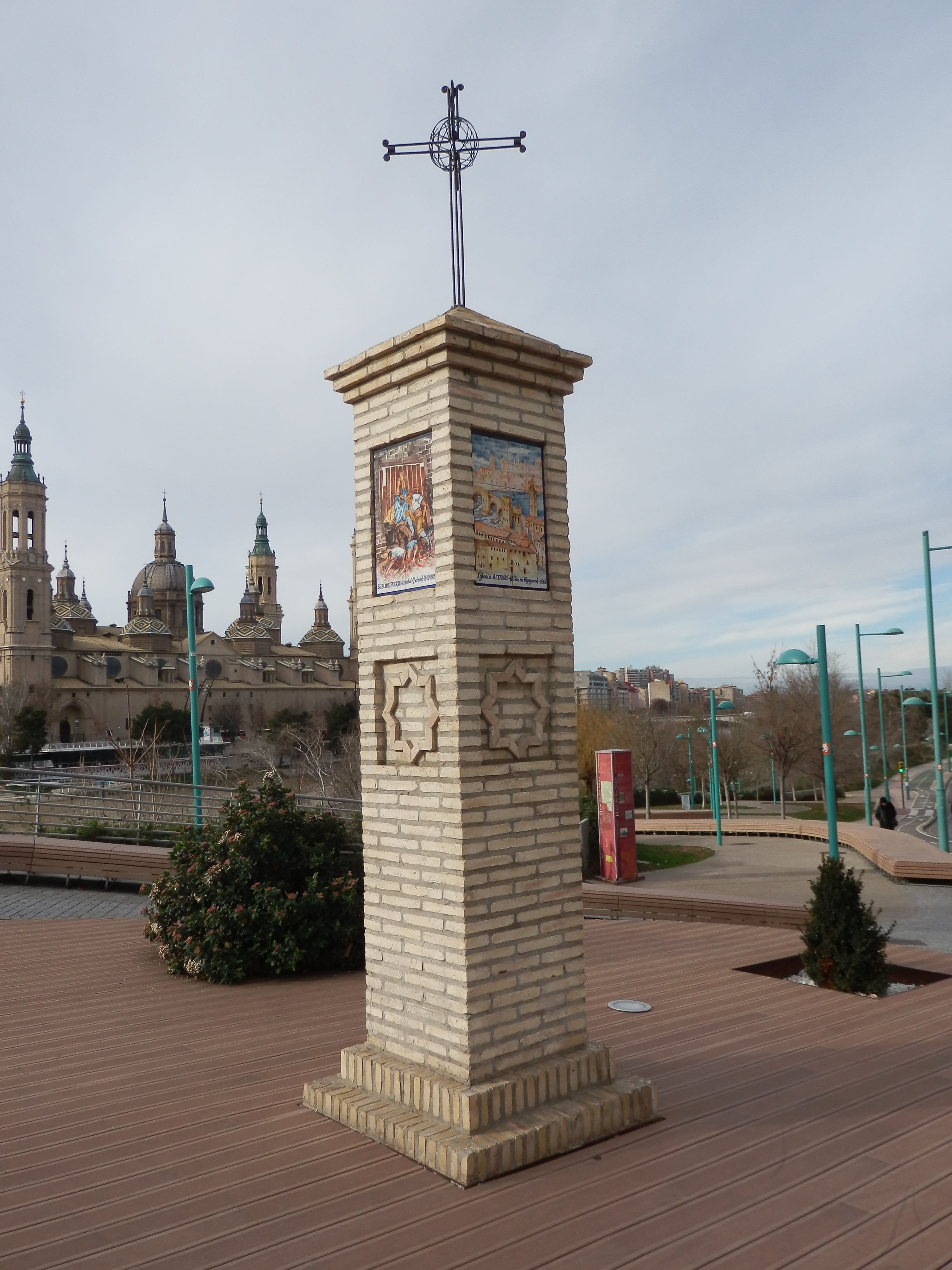
Pairón del Puente de Piedra

Este monumento se levantó en el extremo norte del Puente de Piedra con motivo de la conmemoración del Bicentenario de la Liberación de la ciudad de Zaragoza. Encargado por la Asociación de Vecinos del Barrio del Arrabal, y subvencionado por sus vecinos, fue creado de manera altruista por sus autores: el escultor Jesús Gazol, el pintor Rafael Navarro, el diseñador Pablo Polo y los maestros albañiles Pedro José Torres y Antonio Per.
Tiene 4,30 m de altura, 1 m de ancho y 1 m de profundidad.
El pedestal es de ladrillo, las placas son de cerámica y la cruz del remate es de hierro. El cuerpo del peirón en su parte media está adornado con un motivo estrellado en relieve que quiere imitar la decoración mudéjar y que se repite en cada una de sus caras.
El pairón fue inaugurado el 8 de julio de 2013.
En los Sitios de Zaragoza la caída de la iglesia de Altabás y del convento de San Lázaro supuso la rendición de los más de dos mil defensores del Arrabal, la primera que conseguían los franceses tras sesenta días de asedio. El 9 de julio de 1813 las tropas francesas abandonaban Zaragoza poniendo así fin al largo periodo de ocupación. Con intención de retrasar a las tropas españolas en su persecución, el ejército francés voló la arcada norte del Puente de Piedra.

## Catalogación
El 11 de junio de 2002 el Gobierno de Aragón publicó un decreto en el que declaró Bien de Interés Cultural, en la categoría de Monumento, el denominado Puente de Piedra y Pretil de San Lázaro de Zaragoza.